# Fliedner-Kulturstiftung
Die Fliedner-Kulturstiftung wurde im Jahr 2002 – anlässlich der 200sten Geburtstage von Theodor und Friederike Fliedner – als rechtlich selbstständige Stiftung in Düsseldorf-Kaiserswerth gegründet. Zuvor waren Archiv, Bibliothek und Museum Teil der Kaiserswerther Diakonie.

## Aufgaben, Aktivitäten und Aufbau

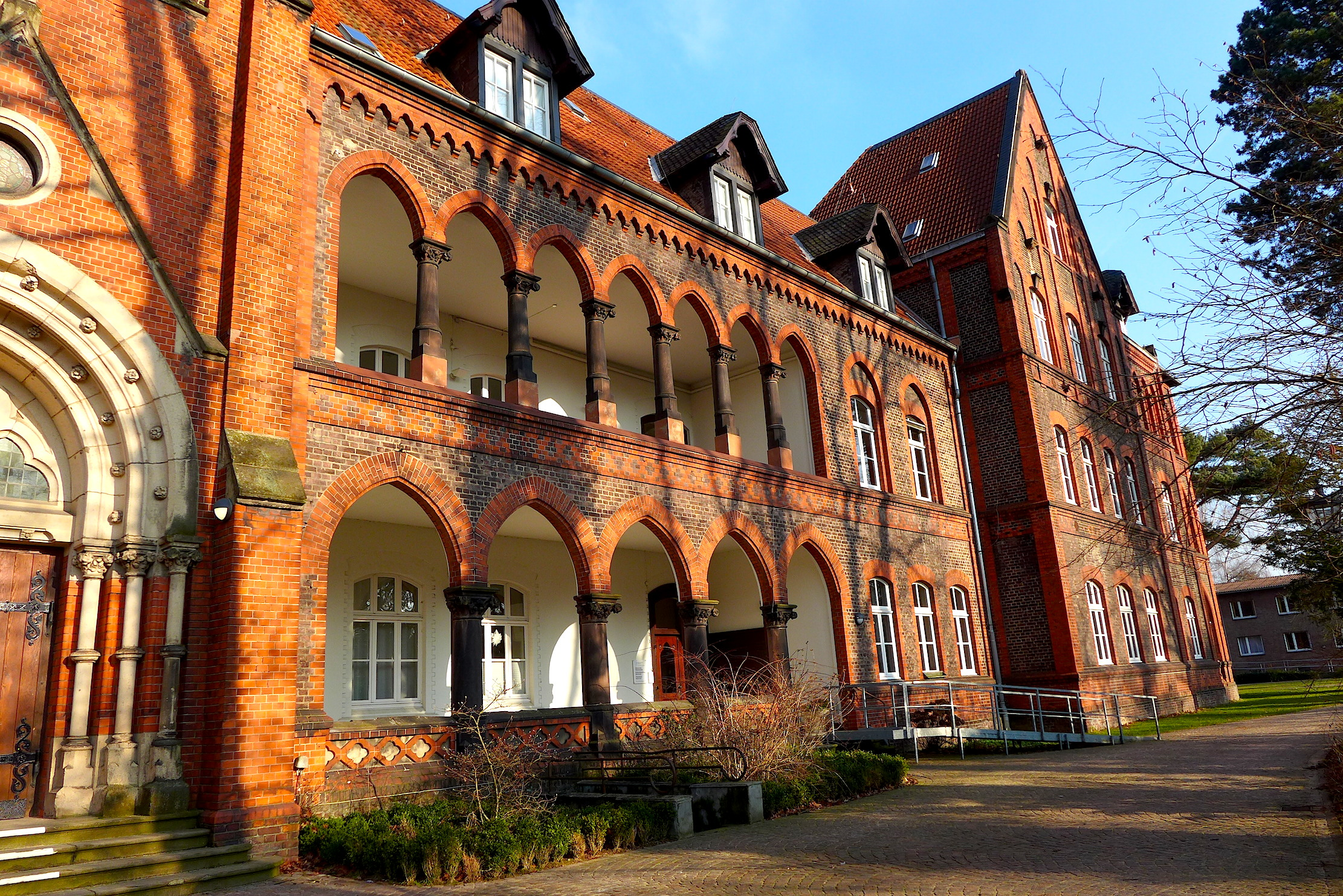
Kaiserswerther Diakonie, Mutterhauskirche

Die Fliedner-Kulturstiftung sammelt und bewahrt das geistige und kulturelle Erbe der Diakonissenmutterhäuser und ihrer Nachfolgeeinrichtungen in der evangelischen Welt. Damit trägt die Stiftung zur aktuellen Profilbildung der „Diakonie in Gemeinschaft“ bei. Zu ihren Aktivitäten gehören die Beratung und Begleitung von Forschungsprojekten in Bibliothek und Archiv, die Organisation von wissenschaftlichen Kolloquien, aber auch die Präsentation von Objekten im Pflegemuseum Kaiserswerth.
2009 wurde die Satzung in der jetzigen Form verabschiedet. Es gibt einen Vorstand, der die Leitungsaufgaben wahrnimmt und einen Stiftungsrat, der aufsichtliche Funktionen hat. Gründungsstifter sind der Kaiserswerther Verband und die Kaiserswerther Diakonie. Außerdem gibt es noch einen wissenschaftlichen Beirat. Leiter der Stiftung ist der Historiker Norbert Friedrich.

## Archiv
Das Archiv der Fliedner-Kulturstiftung bewahrt das „kulturelle Gedächtnis“ der Mutterhausdiakonie und stellt es für die wissenschaftliche Forschung und die allgemeine Nutzung zur Verfügung. Es umfasst Bestände zur Geschichte der Diakonie seit dem 19. Jahrhundert. Besonders der Nachlass der Familie von Theodor Fliedner sowie die umfangreiche Überlieferung der Kaiserswerther Diakonissenanstalt sind zu nennen. Teilweise sind auch vollständige Archive von bestehenden oder erloschenen Einrichtungen vorhanden. Das Archiv bewahrt Unterlagen im Umfang von etwa 800 laufenden Metern (neben dem Nachlass vor allem Schwesternakten) und mehr als 20.000 Fotos auf.

## Bibliothek
Die Fachbibliothek mit über 20.000 Bänden enthält viele Raritäten und ist Forschungsbibliothek, wissenschaftliches Forschungsinstitut und -zentrum besonders für die Bereiche Pflegegeschichte, Pflegeforschung und weibliche Diakoniegeschichte sowie die Geschichte des sozialen Protestantismus. Sie fördert eine historisch orientierte Öffentlichkeitsarbeit.
Aufgebaut wurde die Fachbibliothek 1931 von dem Diakoniewissenschaftler Martin Gerhardt, der zwischen 1932 und 1937 in Kaiserswerth forschte und eine große Fliedner-Biografie schrieb. Seine Nachfolgerinnen waren die beiden Diakonissen Anna Sticker (1937–1969) und Ruth Felgentreff (1969–1995).
Es handelt sich um eine Spezialbibliothek, die die Geschichte der weiblichen Diakonie sowie der vielen nationalen und internationalen Gründungen Theodor Fliedners in großer Geschlossenheit dokumentiert. Besonderer Sammelschwerpunkt sind dabei die Veröffentlichungen der Mutterhäuser des Kaiserswerther Verbandes und der Kaiserswerther Generalkonferenz.

## Museum
Das 2011 eröffnete Museum präsentiert die Geschichte der Krankenpflege im 19. und 20. Jahrhundert. Die Geschichte des Museums beginnt in der Mitte des 19. Jahrhunderts mit der Aufnahme der Orientarbeit der Kaiserswerther Diakonissenanstalt. Als Lehrsammlung des 1844 gegründeten Lehrerinnenseminars sollte es den Unterricht anschaulich und lebendig machen. Heute handelt es sich um das erste deutsche Pflegemuseum.
Zusätzlich können noch eine Ausstellung zu Leben und Werk des langjährigen Leiters der Paramentenwerkstatt Kurt Wolff besichtigt werden sowie Teile der berühmten völkerkundlichen Sammlung mit einer ägyptischen Mumie.